# Jon McClure

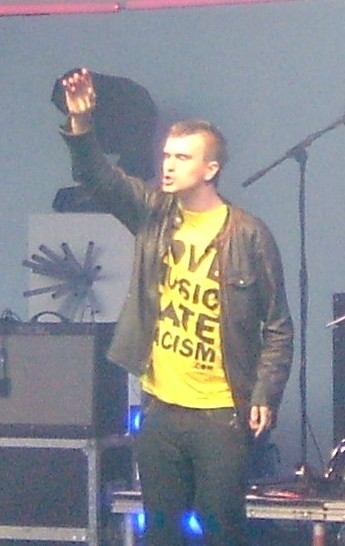
Jon McClure, 2008

Jon McClure (* 1981 in Grenoside, Sheffield), alias  the Reverend, ist ein Sänger und Frontmann der britischen Band Reverend and the Makers und ehemaliger Sänger von 1984 and Judan Suki. Er sagt, „Reverend“ wurde sein Spitzname, weil er ein „Großmaul“ sei und ständig Leute bedränge.

## Leben
Jon McClure wurde im Sheffielder Vorort Grenoside geboren, wo er mit seinen Eltern und seinem Bruder Chris aufwuchs. An der University of Sheffield studierte er Geschichte und Politik. Dort lernte er Musikerfreunde und Kollegen kennen, wobei er Ed Cosens schon seit seiner Kindheit kannte. Dann widmete er sich der Dichtung und begann einen Internet-Blog. Eine enge Freundschaft entwickelte er zu Alex Turner, dem Sänger von den Arctic Monkeys, den McClure im Bus traf und fragte, ob er seiner Band Judan Suki beitreten wolle. Zusammen haben sie einige Lieder komponiert, darunter He Said He Loved Me, The Machine (beide auf dem Album The State of Things [2007]) and Old Yellow Bricks (auf dem Album Favourite Worst Nightmare). Als seine wichtigsten Inspiratoren nennt McClure Bob Marley, die Band Oasis und John Cooper Clarke.
McClure war Teil einer Gruppierung, die im August 2008 Instigate Debate gründete. Im gleichen Jahr entstand Mongrel mit Mitgliedern von Arctic Monkeys und der Babyshambles, die das Album Better Than Heavy vorlegten.
Im August 2009 heiratete McClure Laura Manuel, Bandmitglied von Reverend and the Makers.